# Тиханович, Михаил Григорьевич
Михаил Григорьевич Тиханович (17.09.1920 — 07.09.2003) — советский военнослужащий, участник Великой Отечественной войны, полный кавалер ордена Славы, командир отделения 603-го отдельного саперного батальона старший сержант — на момент представления к награждению орденом Славы 1-й степени.

## Биография
Родился 17 сентября 1920 года в деревне Дубовляны Минского района Минской области в крестьянской семье. Белорус. Окончил 7 классов и школу фабрично-заводского обучения. Жил в городе Минске, работал штукатуром.
В 1940 году был призван в Красную Армию. Служил в сапёрных частях Одесского военного округа.
Участник Великой Отечественной войны с первого дня. Сражался на Южном, Западном, Воронежском, Центральном и 1-м Украинском фронтах. Участвовал в обороне Одессы и Севастополя, высаживался в составе десанта в районе Керчи. После ранения и лечения в госпитале был направлен в 603-й отдельный саперный батальон 322-й стрелковой дивизии Западного фронта. Возглавил саперное отделение, с которым дошёл до Победы.
За мужество и отвагу проявленные в боях на Курской дуге награждён орденом Красной Звезды, за взятие Киева — орденом Отечественной войны 1-й степени.
В ночь на 26 июня 1944 года в районе 28 км севернее города Тернополь младший сержант Тиханович во главе группы саперов в проделал проход в минном поле противника, обезвредил до 30 мин. Приказом от 4 июля 1944 года младший сержант Тиханович Михаил Григорьевич награждён орденом Славы 3-й степени.
Отличился старший сержант Тиханович в наступательных боях на территории Польши. В августе 1944 года в бою за город Дембица разминировал мост через реку Вислока и пропустил танки. В октябре обнаружил 6 дзотов, проволочное заграждение и минное поле неприятеля. 6 ноября западнее город Дембица под покровом темноты проделал коридор во вражеском минном поле для разведывательной группы, обезвредил 25 противопехотных мин. Был представлен к награждению орденом Славы.
В январе 1945 года Тиханович, командуя отделением, в бою на реке Нида у города Вислица произвел разведку водной преграды, чем содействовал продвижению стрелковых подразделений. В районе населенного пункта Гура при форсировании реки Висла нашел место переправы по льду. 30 января у населенного пункта Гилевице, действуя в боевых порядках пехоты, обнаружил минное поле, обезвредил 14 противотанковых мин. Был ранен, но остался в строю. Тогда же он спас жизнь своим двум бойцам и помог раненому командиру взвода добраться до медсанчасти. Приказом от 10 февраля 1945 года старший сержант Тиханович Михаил Григорьевич награждён орденом Славы 2-й степени. Приказом от 13 марта 1945 года старший сержант Тиханович Михаил Григорьевич награждён орденом Славы 2-й степени повторно.
В 1945 году старший сержант Тиханович был демобилизован. Вернулся в Минск. Работал штукатуром.
Указом Президиума Верховного Совета СССР от 19 августа 1955 года в порядке перенаграждения Тиханович Михаил Григорьевич награждён орденом Славы 1-й степени. Стал полным кавалером ордена Славы.
Жил столице Белоруссии городе-герое Минске. Долгие годы отдал работе в организациях ДОСААФ Белоруссии, в военно-строительных организациях Краснознамённого Белорусского военного округа. Скончался 7 сентября 2003 года.

## Награды
- Награждён двумя орденами Отечественной войны I степени, орденом Красной Звезды, Славы I, II и III степени, медалями.
- Был удостоен знака «Отличник военного строительства».
- 15 апреля 1999 года Указом Президента Республики Беларусь был награждён Орденом «За службу Родине» III степени[1].
- 17 сентября 2000 года награждён почётной грамотой Белорусского республиканского Совета ветеранов войны.